# Липовица (Вологодская область)
Липовица — деревня в Сокольском районе Вологодской области.
Входит в состав Чучковского сельского поселения, с точки зрения административно-территориального деления — в Чучковский сельсовет. Расположена к югу от автодороги А123.
Расстояние по автодороге до районного центра Сокола — 88 км, до центра муниципального образования Чучкова — 5 км. Ближайшие населённые пункты — Высокая, Завражье, Доялиха.
По переписи 2002 года население — 13 человек.